# یواس‌اس اچ-۸ (اس‌اس-۱۵۱)
یواس‌اس اچ-۸ (اس‌اس-۱۵۱) (به انگلیسی: USS H-8 (SS-151)) یک زیردریایی بود که طول آن ۱۵۰ فوت ۴ اینچ (۴۵٫۸۲ متر) بود. این زیردریایی در سال ۱۹۱۸ ساخته شد.